# 马尔卡延科泰
马尔卡延科泰（Markayankottai），是印度泰米尔纳德邦Theni县的一个城镇。总人口5829（2001年）。

## 人口
该地2001年总人口5829人，其中男性2924人，女性2905人；0—6岁人口582人，其中男306人，女276人；识字率66.32%，其中男性为75.51%，女性为57.07%。